# Таймира
Таймира (на руски: Таймыра, Верхняя Таймыра, Нижняя Таймыра) е река в Азиатската част на Русия, Северен Сибир, Красноярски край, Таймирски (Долгано-Ненецки) автономен окръг, вливаща се в Таймирския залив на Карско море. Дължината ѝ е 866 km, в т.ч. река Горна Таймира 567 km, езерото Таймир 112 km и река Долна Таймира 187 km. Река Таймира е най-голямата северна река на Русия и в света.

## Историческа справка
През април 1740 г. руският геодезист Николай Чекин, участник в експедицията на Харитон Лаптев открива езерото Таймир и цялото течение на река Долна Таймира, като се спуска по нея до устието ѝ в Таймирския залив на Карско море. След приключването на експедицията Харитон Лаптев, на базата на своите и на неговите подчинени измервания изчертава първата карта на полуостров Таймир, на която са показани сравнително точно езерото Таймир и река Долна Таймира.
Сто години по-късно, през 1843 г. руския географ Александър Мидендорф по време на своята експедиция на полуостров Таймир, открива и изследва цялото течение на река Горна Таймира и на базата на своите геодезически измервания създава първата вече много по-точна карта на Горна, Долна Таймира и езерото Таймир.

## Географска характеристика

### Горна Таймира
Река Горна Таймира (567 km) води началото си от северния склон в централната част на планината Биранга, разположена на полуостров Таймир, на 458 m н.в., в Таймирския (Долгано-Ненецки) автономен окръг, Красноярски край. В горното си течение реката тече на запад-югозапад, след което завива на юг, прорязва в дълбока долина Главния хребет на планина Биранга и излиза в северната част на Северосибирската низина. Тук река Горна Таймира прави голямо коляно, обърнато на югозапад, след което се насочва на североизток, покрай южните склонове на планината Биранга. В Северосибирската низина долината ѝ е широка, с едва забележими южни склонове и осеяна със стотици по-малки и по-големи езера. Влива се в югозападния ъгъл на езерото Таймир (най-големия сладководен басейн в света, разположен на север от Северния полярен кръг), на 6 m н.в.

### Долна Таймира
Река Долна Таймира (187 km) изтича от северния ъгъл на езерото Таймир, протича през по-малкото езеро Енгелгарт и в широка долина се насочва на север. Влива се в Таймирския залив на Карско море като образува естуар, който е разделен на ръкави и пясъчни острови.

### Водосборен басейн
Водосборният басейн на Таймира има площ от 124 хил. km2 и обхваща централните и северните части на полуостров Таймир в северната част на Таймирския (Долгано-Ненецки) автономен окръг, Красноярски край.
Границите на водосборния басейн на реката са следните:
- на северозапад и север – водосборните басейни на реките Ленивая, [Ленинградскаа и други по-малки, вливащи се в Карско море;
- на изток и югоизток – водосборния басейн на река Голяма Балахня, вливаща се в море Лаптеви;
- на юг – водосборния басейн на река Хатанга, вливаща се в море Лаптеви;
- на югозапад и запад – водосборния басейн на река Пясина.

### Притоци
Река Таймира получава над 100 притока с дължина над 15 km, като 16 от тях са дължина над 100 km. По-долу са изброени всичките тези 20 реки, за които е показано на кой километър по течението на реката се вливат, дали са леви (→) или (←), тяхната дължина, площта на водосборния им басейн (в km2).
Горна Таймира
- 342 ← Аятари 194 / 1610
- 334 ← Луктах 170 / 7410
- 309 → Дептумала 165 / 2530
- 287 ← Горбита 264 / 6200
- 249 ← Логата 393 / 10900
- 147 → Боотанкага 101 / 11300
- 133 → Фадюкуда 134 / 2290
- 91 → Голяма Боотанкага 154 / 2230

езеро Таймир
- Бикада-Нгуома 256 / 14200
- Каламисамо 105 / 1270
- Северна 129 / 2070
- Яму-Тарида 243 / 5090

Долна Таймира
- 158 → Уголная (Въглищна) 144 / 2840
- 108 ← Траутфетер 217 / 5580
- 77 → Шренк 372 / 11800
- 22 ← Фомина 107 / 1680

### Хидроложки показатели
Подхранването на реката е предимно снежно (80%). Пълноводието на Таймира е през юли и август, а зимният отток (от ноември до май) е по-малко от 8% от общия годишен отток. Среден годишен отток в устието 1220 m3/s. Река Таймира замръзва в средата на септември, а се размразява през юни.

## Селища и стопанско значение
Реката протича през безлюдни райони. Река Долна Таймира е плавателна по цялото си протежение от 187 km, от юли до средата на септември. Поради безлюдните райони, през които тече реката и липсата на промишлени предприятия водата в Таймира е изключително чиста и в нея обитават множество видови риби, обект на промишлен риболов, а през лятото по бреговете ѝ гнездят стотици хиляди прелетни птици.